# Mésange indienne
Parus cinereus
Espèce
La mésange indienne (Parus cinereus) est une espèce de passereaux de la famille des paridés.

## Répartition
On la trouve en Asie du Sud et en Asie du Sud-Est.